# Caiapós-xicrins
Os caiapós-xicrins são um subgrupo dos caiapós, que habita entre os rios brasileiros do Xingu e Tocantins, no estado do Pará, mais precisamente nas Áreas Indígenas Xicrin do Cateté e Trincheira/Bacajá.